# 1976 en Palestine
Chronologie de la Palestine
- 1972
- 1973
- 1974
- 1975
- 1976
- 1977
- 1978
- 1979
- 1980

Cette page concerne les évènements survenus en 1976 en Palestine :

## Évènements
- avril : Marche du mouvement Goush Emounim à travers la Cisjordanie (en)  : marche de deux jours par les militants extrémiste du mouvement, revendiquant leur droit à l'installation en Cisjordanie.
- 12 avril : Élections locales en Cisjordanie (en)
- mai : Troubles en Palestine (en) : ils débutent à l'occasion de la Journée internationale des travailleurs, au cours desquelles un manifestant palestinien est tué.

## Création
- Collège d'infirmières de Palestine (en) à Khan Younès.
- Hôpital chirurgical Rafidia (en)
- Shabab Alsamu (en), équipe de football d'Hébron.

## Dissolution
- Front populaire de libération de la Palestine - Opérations extérieures (en)

## Naissances
- Guevara al-Budayri (en), journaliste.
- Rami Kashou (en), styliste.
- Samah Jabr, psychiatre, écrivaine.